# Maison de Louis Pasteur à Arbois
La maison de Louis Pasteur à Arbois est une maison historique située à Arbois dans le Jura où a vécu et travaillé Louis Pasteur (1822-1895). Elle est aujourd'hui un musée consacré à sa mémoire, abritant notamment son laboratoire, labellisée Maisons des Illustres. Elle est la propriété de la fondation de l'Académie des sciences. L'édifice est classé aux monuments historiques depuis 1937.

## Historique
Né en 1822 à Dole dans la maison de ses parents, Louis Pasteur quitte cette ville avec eux en 1825 pour Marnoz. En 1830, la famille s'installe à Arbois, dans une maison au bord de la Cuisance (située au 83, rue de Courcelles) où son père installe sa tannerie et où Pasteur passe ses jeunes années jusqu’à l'âge de 17 ans.

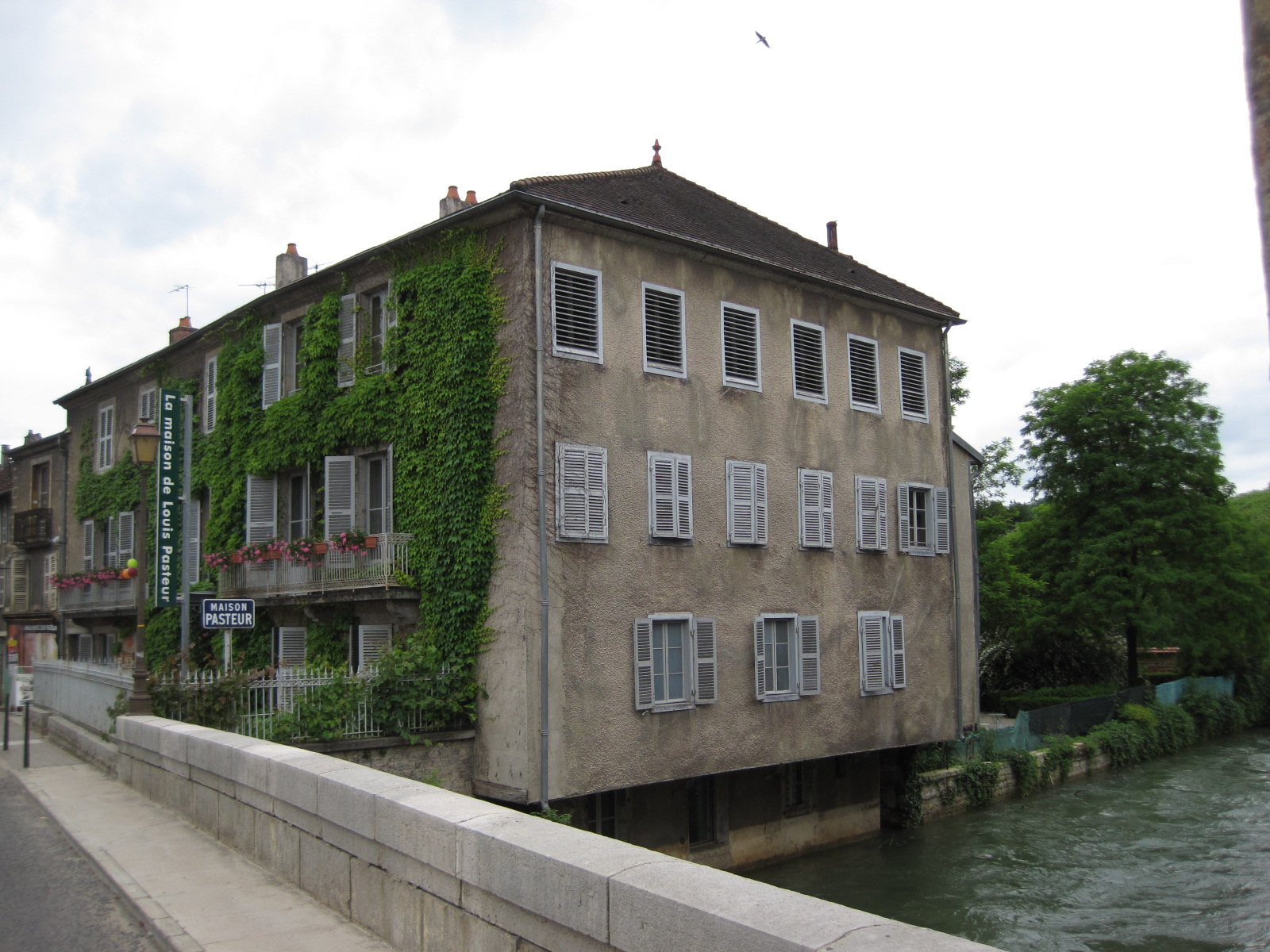
Maison et jardin au bord de la Cuisance.
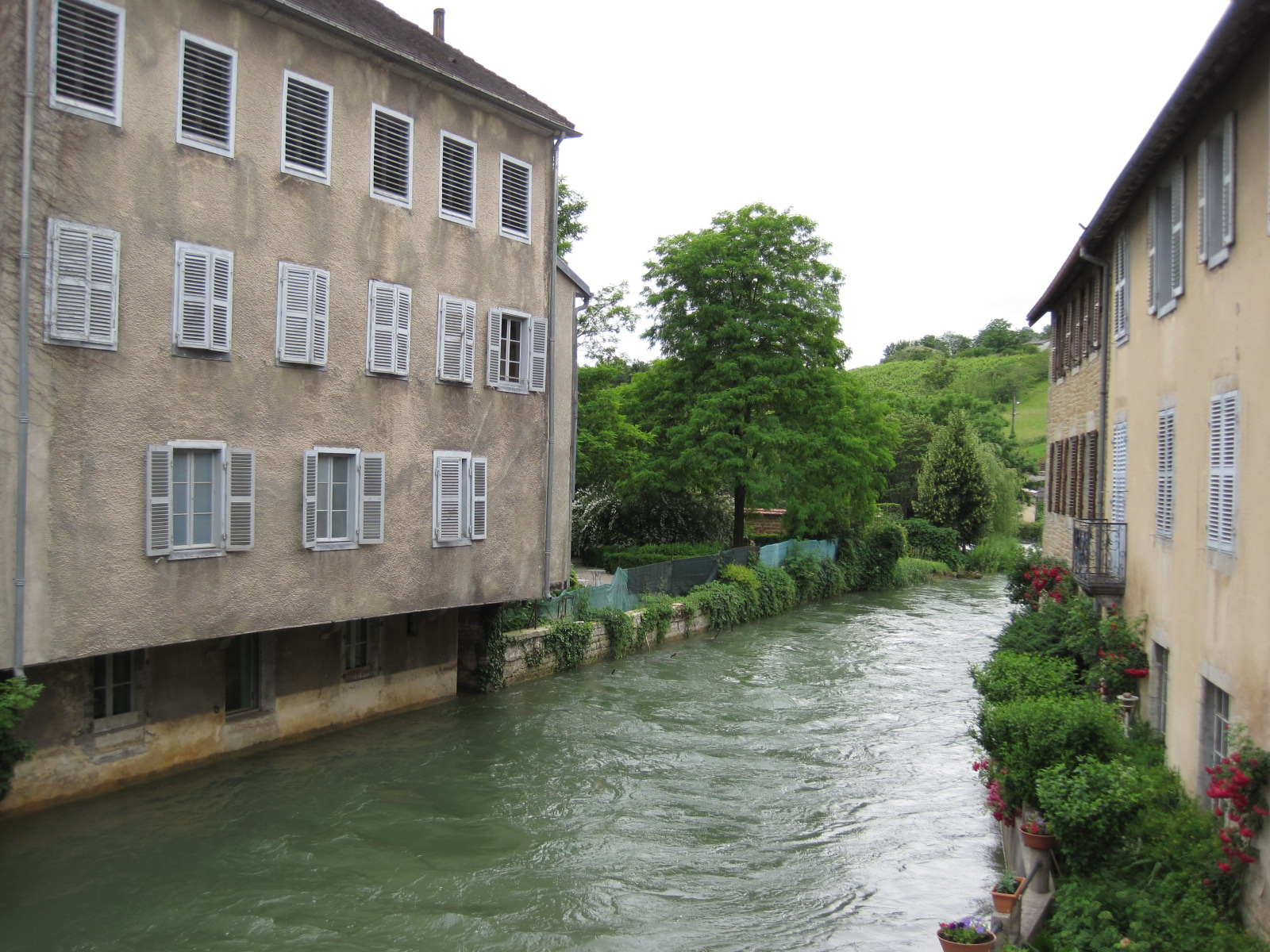
Maison et jardin au bord de la Cuisance.
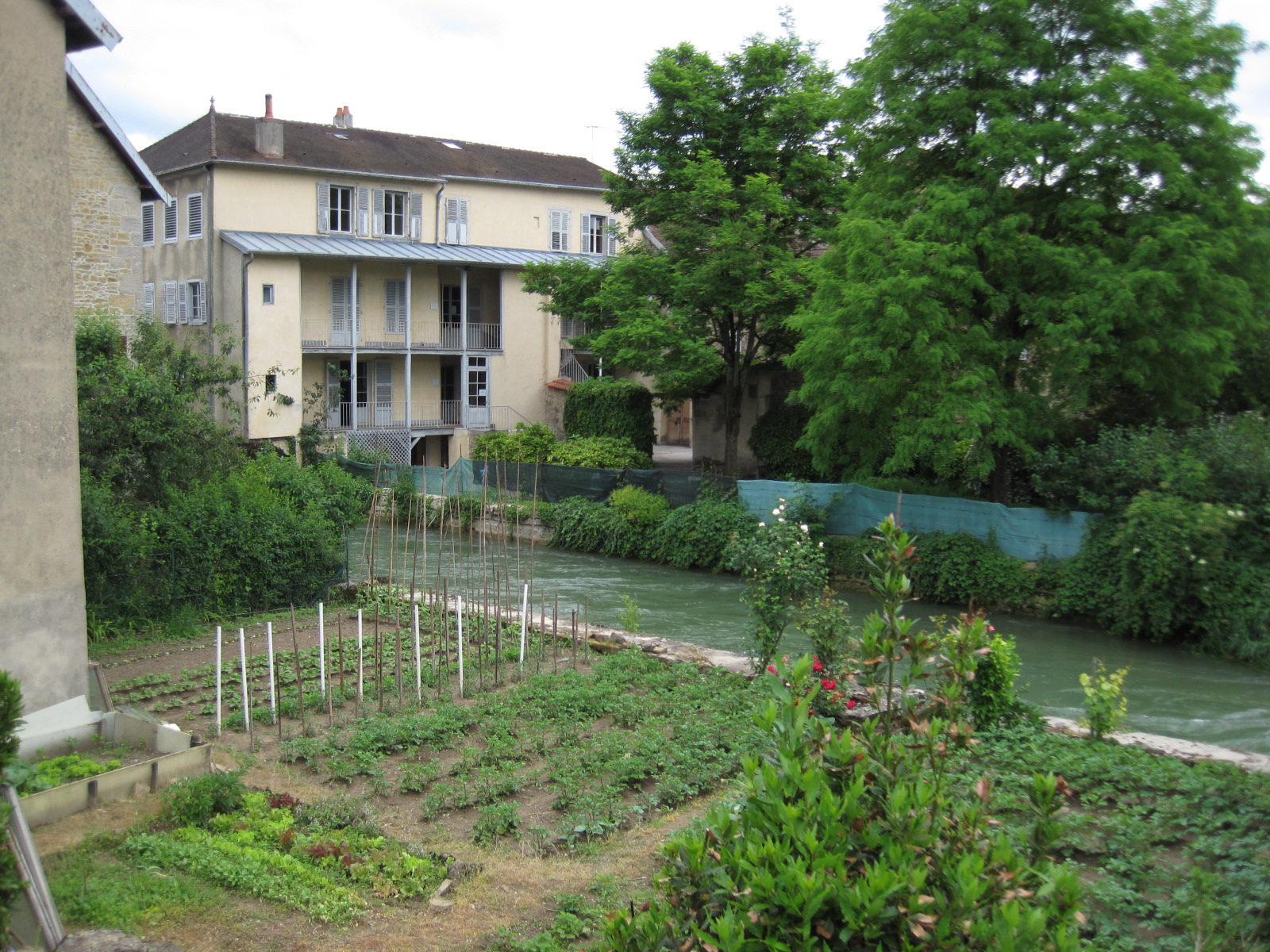
Maison et jardin au bord de la Cuisance.
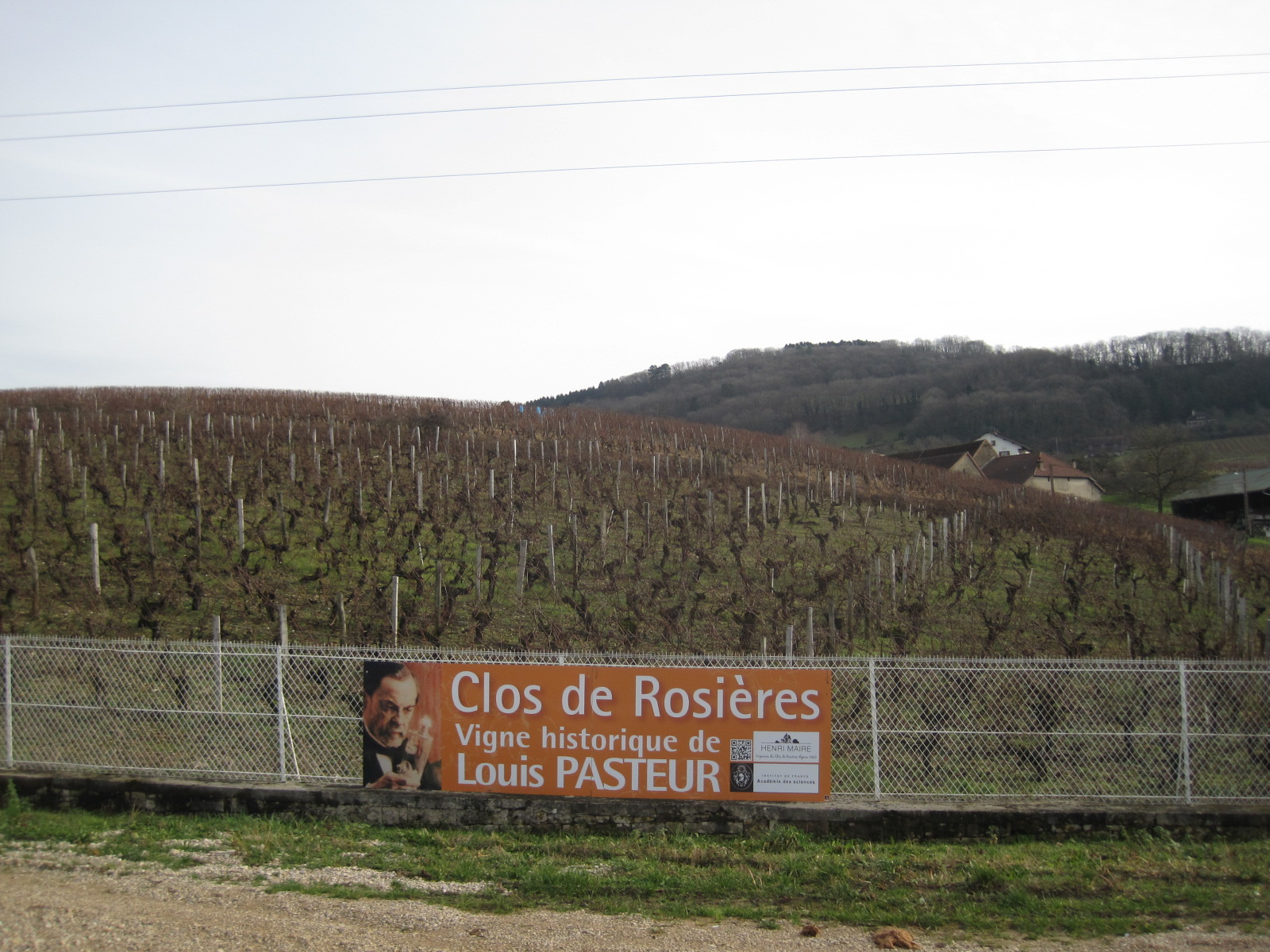
Vigne de Louis Pasteur à Montigny-lès-Arsures.

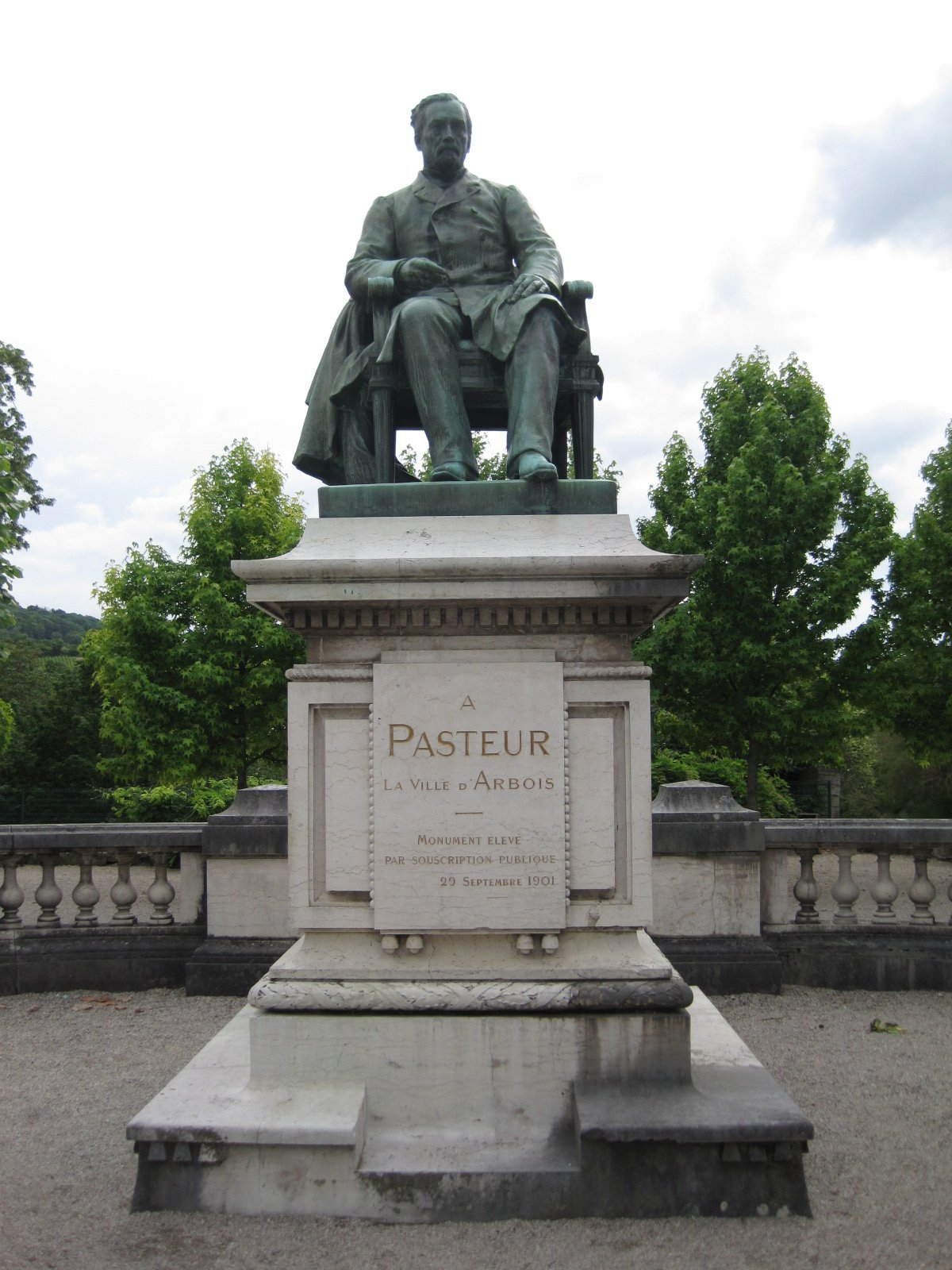
Statue de Louis Pasteur à Arbois.

En 1865, Pasteur hérite de la maison avec sa sœur Virginie et en devient unique propriétaire en 1880 après la mort de cette dernière. Il achète une propriété contiguë et rend ainsi la maison plus spacieuse et confortable, en installant un laboratoire voisin de sa chambre au premier étage. Très attaché à cette demeure, il y réside souvent avec beaucoup de plaisir durant sa vie avec sa famille et ses amis. 
Durant ses nombreux séjours à Arbois, Pasteur reçoit régulièrement ses voisins et amis viticulteurs du vignoble du Jura, étudie notamment la fermentation des vins et met au point la pasteurisation. En 1874, il achète le clos des Rosières, vigne du village voisin de Montigny-lès-Arsures pour mener ses études sur le vin.
En 1935, les descendants de Pasteur, en la personne de son petit-fils, le professeur Louis Pasteur Vallery-Radot, lèguent la demeure à la « Société des amis de Pasteur » qui la remet à son tour en 1992 à l'Académie des sciences. Les parents de Pasteur et une grande partie de sa famille reposent au cimetière d'Arbois.
La maison est à ce jour un lieu de mémoire où tout a été conservé intact, du billard au laboratoire personnel. L'exposition permet de découvrir une partie de la vie et de l'œuvre de Louis Pasteur ainsi que de l'histoire des sciences.
Elle a été choisie comme l'un des 18 sites emblématiques retenus pour le loto du patrimoine en 2021.